# Agelaia pleuralis
Agelaia pleuralis är en getingart som beskrevs av Cooper 2000. Agelaia pleuralis ingår i släktet Agelaia och familjen getingar. Inga underarter finns listade i Catalogue of Life.